# Косомаяха
Косомаяха (устар. Косома-Яха) — река в России, протекает по Ямало-Ненецкому АО. Устье реки находится в 10 км по правому берегу реки Янгъяха. Длина реки составляет 29 км. В 3 км от устья по правому берегу впадает река Тытусейяха.

## Данные водного реестра
По данным государственного водного реестра России относится к Нижнеобскому бассейновому округу, водохозяйственный участок реки — Пур. Речной бассейн реки — Пур.
Код объекта в государственном водном реестре — 15040000112115300060299.